# Diploclisia
Diploclisia és un gènere de plantes amb flors amb vuit espècies. Pertany a la família Menispermaceae. Són plantes natives del sud i sud-est d'Àsia.
A Espanya tot el gènere es troba dins la llista de plantes de venda regulada.

## Taxonomia
- Diploclisia affinis
- Diploclisia chinensis
- Diploclisia glaucescens
- Diploclisia inclyta
- Diploclisia kunstleri
- Diploclisia lepida
- Diploclisia macrocarpa
- Diploclisia pictinervis